# Петля Нестерова (монета)
Петля Нестерова — монета номиналом 5 гривен, выпущенная Национальным банком Украины. Посвящена 100-летию исполнения фигуры высшего пилотажа — «мертвой петли», известной также как «петля Нестерова».
Монета была введена в оборот 28 августа 2013 года.

## Описание и характеристики монеты
| Номинал грн. | Металл     | Масса, грамм | Диаметр, мм. | Качество изготовления     | Гурт     | Тираж, штук |
| ------------ | ---------- | ------------ | ------------ | ------------------------- | -------- | ----------- |
| 5            | нейзильбер | 16,54        | 35,0         | специальный анциркулейтед | рифлёный | 30 000      |

### Аверс
На аверсе монеты расположены: 
вверху — надпись полукругом «НАЦІОНАЛЬНИЙ БАНК УКРАЇНИ», 
слева — изображение малого Государственного Герба Украины, 
в центре — на фоне декоративного планшета с планом полёта — портрет Петра Нестерова, справа от которого — обозначение года чеканки монеты «2013»;
 внизу — номинал «5 ГРИВЕНЬ» и логотип Монетного двора Национального банка Украины.

### Реверс
На реверсе монеты изображена стилизованная композиция исполнения Нестеровым на самолёте «Ньюпор» знаменитой «мертвой петли», в середине которой размещены надписи «ПЕТЛЯ», «1913», «PIK», «КИЇВ», «НЕСТЕРОВА», внизу — зрители, изображение которых взято из киевских листовок 1913 года.

## Авторы
- Художник: Иваненко Святослав
- Скульптор: Иваненко Святослав

## Стоимость монеты
Цена монеты — 29 гривен, была указана на сайте Национального банка Украины в 2014 году.
Фактическая приблизительная стоимость монеты составляет 50 гривен.